# Liste der Kulturdenkmäler in Gesamtanlage Kernstadt III (Fulda)
Die folgende Liste enthält die in der Denkmaltopographie ausgewiesenen Kulturdenkmäler auf dem Gebiet des Ortsteils Fulda der  Stadt Fulda, Landkreis Fulda, Hessen.
Hinweis: Die Reihenfolge der Denkmäler in dieser Liste orientiert sich an der Anschrift, alternativ ist sie auch nach der Bezeichnung oder der Bauzeit sortierbar.
Kulturdenkmäler werden fortlaufend im Denkmalverzeichnis des Landes Hessen durch das Landesamt für Denkmalpflege Hessen auf Basis des Hessischen Denkmalschutzgesetzes (HDSchG) geführt. Die Schutzwürdigkeit eines Kulturdenkmals hängt nicht von der Eintragung in das Denkmalverzeichnis des Landes Hessen oder der Veröffentlichung in der Denkmaltopographie ab.

Das Denkmalverzeichnis für diesen Bereich liegt noch nicht vor. Die bisher bekannten Bau- und Kunstdenkmäler hat das Landesamt für Denkmalpflege Hessen in sogenannten Arbeitslisten erfasst. Den Arbeitslisten liegen Erkenntnisse aus Akten, Ortsbegehungen und Denkmalinventaren, jedoch keine neuere systematische Forschung, zugrunde. Die Benehmensherstellung mit der Gemeinde gemäß § 11 Abs. 1 HDSchG ist noch nicht erfolgt.
Das Vorhandensein oder Fehlen eines Objekts in dieser Liste ist keine rechtsverbindliche Auskunft darüber, ob es Kulturdenkmal ist oder nicht: Diese Liste entspricht möglicherweise nicht dem aktuellen Stand der offiziellen Denkmaltopographie. Diese ist für Hessen in den entsprechenden Bänden der Denkmaltopographie Bundesrepublik Deutschland und im Internet unter DenkXweb – Kulturdenkmäler in Hessen einsehbar. Auch diese Quellen sind, obwohl sie durch das Landesamt für Denkmalpflege Hessen aktualisiert werden, nicht immer aktuell, da es im Denkmalbestand immer wieder Änderungen gibt.
Eine verbindliche Auskunft erteilt allein das Landesamt für Denkmalpflege Hessen.
Nutze diese Kartenansicht, um Koordinaten in der Liste zu setzen. In dieser Kartenansicht sind Kulturdenkmale ohne Koordinaten mit einem roten bzw. orangen Marker dargestellt und können in der Karte gesetzt werden. Kulturdenkmale ohne Bild sind mit einem blauen bzw. roten Marker gekennzeichnet, Kulturdenkmale mit Bild mit einem grünen bzw. orangen Marker.

## Fulda
| Bild                      | Bezeichnung                                                   | Lage                                                                   | Beschreibung                    | Bauzeit                        | Objekt-Nr.                 |
| ------------------------- | ------------------------------------------------------------- | ---------------------------------------------------------------------- | ------------------------------- | ------------------------------ | -------------------------- |
| Bild gesucht BW           | Gesamtanlage Befestigte Altstadt                              | Lage                                                                   |                                 |                                |                            |
| weitere Bilder            | Stadtmauer                                                    | Lage                                                                   |                                 |                                |                            |
| Bild gesucht BW           | Schlachthaus                                                  | Am Rosengarten 5 LageFlur: 3, Flurstück: 440/7                         |                                 | 1903–1907                      |                            |
| Bild gesucht BW           | Wohnhaus                                                      | Am Stockhaus 2 LageFlur: 5, Flurstück: 1673/28                         |                                 | 1890                           |                            |
| Wohnhaus                  | Wohnhaus                                                      | Bahnhofstraße 3 LageFlur: 4, Flurstück: 881/611                        |                                 | 1900/01                        |                            |
| weitere Bilder            | Wohnhaus                                                      | Bonifatiusplatz 5 LageFlur: 4, Flurstück: 18                           |                                 | 18. Jahrhundert                |                            |
| weitere Bilder            | Wohnhaus                                                      | Bonifatiusplatz 6 LageFlur: 4, Flurstück: 19                           |                                 | 17. Jahrhundert                |                            |
| Bild gesucht BW           | Zwei barocke Standsteinfiguren, heute Teil des Stiftsbrunnes  | Borgiasplatz LageFlur: 4, Flurstück: 274/7                             |                                 | 1668                           |                            |
| weitere Bilder            | Fachwerkwohnhaus                                              | Buttermarkt 1 LageFlur: 5, Flurstück: 541/1                            |                                 | 1445                           |                            |
| weitere Bilder            | Wohnhaus, heute Filiale der Sparkasse Fulda                   | Buttermarkt 2 LageFlur: 5, Flurstück: 514/2                            |                                 | 1. Hälfte der 18. Jahrhunderts |                            |
| weitere Bilder            | Ehemaliges Gasthaus Zum schwarzen Bären                       | Buttermarkt 6 LageFlur: 5, Flurstück: 516/1                            |                                 | 1644                           |                            |
| weitere Bilder            | Steinerhaus                                                   | Buttermarkt 12 LageFlur: 5, Flurstück: 565/2                           |                                 | 1225                           |                            |
| Bild gesucht BW           | Ehemaliges Gasthaus Zum goldenen Löwen                        | Buttermarkt 15 LageFlur: 5, Flurstück: 551/1                           |                                 | 1730er Jahre                   |                            |
| Wohnhaus                  | Wohnhaus                                                      | Dalbergstraße 14 LageFlur: 5, Flurstück: 587/21                        |                                 | 1905                           |                            |
| weitere Bilder            | Wohnhaus                                                      | Florengasse 6 LageFlur: 5, Flurstück: 579/6                            |                                 | um 1350                        |                            |
| weitere Bilder            | Wohnhaus                                                      | Florengasse 8 LageFlur: 5, Flurstück: 581                              |                                 | 18. Jahrhundert                |                            |
| weitere Bilder            | Wohn- und Geschäftshaus                                       | Friedrichstraße 1 LageFlur: 4, Flurstück: 225                          |                                 | 2. Hälfte des 19. Jahrhunderts |                            |
| weitere Bilder            | Wohn- und Geschäftshaus                                       | Friedrichstraße 3 LageFlur: 4, Flurstück: 224                          |                                 | 2. Hälfte des 19. Jahrhunderts |                            |
| weitere Bilder            | Wohn- und Geschäftshaus                                       | Friedrichstraße 5 LageFlur: 4, Flurstück: 221/1                        |                                 | Mitte des 18. Jahrhunderts     |                            |
| weitere Bilder            | Wohn- und Geschäftshaus                                       | Friedrichstraße 6 LageFlur: 4, Flurstück: 252                          |                                 | 1488                           |                            |
| weitere Bilder            | Ehemaliges Gasthaus Zum Halben Mond                           | Friedrichstraße 7 LageFlur: 4, Flurstück: 219/1                        |                                 | 1593                           |                            |
| weitere Bilder            | Wohn- und Geschäftshaus                                       | Friedrichstraße 9 LageFlur: 4, Flurstück: 218/1                        |                                 |                                |                            |
| weitere Bilder            | Wohn- und Geschäftshaus                                       | Friedrichstraße 11 LageFlur: 4, Flurstück: 985/217                     |                                 |                                |                            |
| weitere Bilder            | Wohn- und Geschäftshaus                                       | Friedrichstraße 14 LageFlur: 4, Flurstück: 785/227                     |                                 | 1909                           |                            |
| weitere Bilder            | Wohn- und Geschäftshaus                                       | Friedrichstraße 24 LageFlur: 4, Flurstück: 235                         |                                 |                                |                            |
| weitere Bilder            | Gemüsemarktbrunnen                                            | Gemüsemarkt LageFlur: 4, Flurstück: 125/6                              |                                 | 1791                           |                            |
| Bild gesucht BW           | Mauerzug, ehemals Einfriedung des Kemmenatengartens           | Habsburger Gasse LageFlur: 4, Flurstück: 22/1, 38/1                    |                                 | 1580                           |                            |
| weitere Bilder            | Bierturm                                                      | Im Sack 10 LageFlur: 5, Flurstück: 500/1                               |                                 | Mittelalter                    |                            |
| weitere Bilder            | Hexenturm                                                     | Kanalstraße LageFlur: 4, Flurstück: 7/2                                |                                 | Mittelalter                    |                            |
| weitere Bilder            | Fachwerkwohnhaus                                              | Kanalstraße 1b LageFlur: 4, Flurstück: 23/3                            | Geburtshaus von Ferdinand Braun | um 1700                        |                            |
| Fachwerkwohnhaus          | Fachwerkwohnhaus                                              | Kanalstraße 8 LageFlur: 3, Flurstück: 780/1                            |                                 | 1. Hälfte des 18. Jahrhunderts |                            |
| weitere Bilder            | Fachwerkwohnhaus                                              | Kanalstraße 17 LageFlur: 4, Flurstück: 96                              |                                 | 1683                           |                            |
| weitere Bilder            | Ehemaliges Hotel Zum Ritter                                   | Kanalstraße 20 LageFlur: 3, Flurstück: 1173/770                        |                                 | 1890                           |                            |
| weitere Bilder            | Fachwerkwohnhaus                                              | Kanalstraße 21 LageFlur: 4, Flurstück: 120                             |                                 | 1683                           |                            |
| weitere Bilder            | Fachwerkwohnhaus                                              | Kanalstraße 22/24 LageFlur: 3, Flurstück: 763/3                        |                                 | 1882–84                        |                            |
| weitere Bilder            | Wohn- und Geschäftshaus                                       | Kanalstraße 60 LageFlur: 5, Flurstück: 1198/141                        |                                 | 1901                           |                            |
| weitere Bilder            | Engel-Apotheke                                                | Karlstraße 4 LageFlur: 5, Flurstück: 1375/18                           |                                 | 1735                           |                            |
| weitere Bilder            | Wohn- und Geschäftshaus, bis 1880 Gasthaus Zum güldenen Stern | Karlstraße 6 LageFlur: 5, Flurstück: 43/1                              |                                 | 1585                           |                            |
| weitere Bilder            | Wohn- und Geschäftshaus                                       | Karlstraße 10 LageFlur: 5, Flurstück: 45, 1093/43                      |                                 | 1904                           |                            |
| Bild gesucht BW           | Wohnhaus                                                      | Karlstraße 14 LageFlur: 5, Flurstück: 67                               |                                 | 1595                           |                            |
| weitere Bilder            | Fachwerkhaus                                                  | Karlstraße 17 LageFlur: 5, Flurstück: 968/453                          |                                 | um 1600                        |                            |
| weitere Bilder            | Gasthaus Zum Goldenen Rad                                     | Karlstraße 25 LageFlur: 5, Flurstück: 435/1                            |                                 | um 1600                        |                            |
| weitere Bilder            | Gasthaus Zur goldenen Krone                                   | Karlstraße 29 LageFlur: 5, Flurstück: 433/9                            |                                 | 1740                           |                            |
| weitere Bilder            | Wohn- und Geschäftshaus                                       | Karlstraße 30 LageFlur: 5, Flurstück: 152/1, 153/1                     |                                 | 1887                           |                            |
| weitere Bilder            | Fachwerkwohn- und Geschäftshaus                               | Karlstraße 31 LageFlur: 5, Flurstück: 430, 431                         |                                 | 1. Hälfte des 18. Jahrhunderts |                            |
| weitere Bilder            | Fachwerkwohn- und Geschäftshaus                               | Kleine Marktstraße 3 LageFlur: 4, Flurstück: 335/3                     |                                 | um 1470                        |                            |
| weitere Bilder            | Fachwerkwohn- und Geschäftshaus                               | Kleine Marktstraße 5 LageFlur: 4, Flurstück: 336/1                     |                                 | 1909                           |                            |
| weitere Bilder            | Pulverturm                                                    | Königstraße 15a LageFlur: 5, Flurstück: 218/3                          |                                 | 14. Jahrhundert                |                            |
| weitere Bilder            | Amtsgericht                                                   | Königstraße 38 LageFlur: 3, Flurstück: 704/2                           |                                 | 1843                           |                            |
| Bild gesucht BW           | Doppelhaus                                                    | Königstraße 52/54 LageFlur: 3, Flurstück: 724/1                        |                                 | 1892                           |                            |
| weitere Bilder            | Wohnhaus                                                      | Marktstraße 12 LageFlur: 5, Flurstück: 2/1                             |                                 | 1702–1712                      |                            |
| weitere Bilder            | Wohnhaus                                                      | Marktstraße 28/30 LageFlur: 5, Flurstück: 1376/17                      |                                 | 1907                           |                            |
| weitere Bilder            | Wohnhaus                                                      | Marktstraße 32 LageFlur: 5, Flurstück: 1377/16                         |                                 | 1714                           |                            |
| weitere Bilder            | Wohnhaus                                                      | Mittelstraße 13-17 LageFlur: 5, Flurstück: 1312/23                     |                                 | 1906                           |                            |
| weitere Bilder            | Fachwerkhaus                                                  | Mühlenstraße 2 LageFlur: 3, Flurstück: 821/752                         |                                 | um 1700                        |                            |
| weitere Bilder            | Fachwerkhaus                                                  | Mühlenstraße 3 LageFlur: 5, Flurstück: 191/2                           |                                 | 1927/28                        |                            |
| weitere Bilder            | Barockkhaus                                                   | Nonnengasse 1 LageFlur: 4, Flurstück: 259                              |                                 | um 1740                        |                            |
| weitere Bilder            | Geschäftshaus                                                 | Nonnengasse 11 LageFlur: 4, Flurstück: 245/1, 228                      |                                 | 1930                           |                            |
| weitere Bilder            | Benediktinerinnenabtei zur Heiligen Maria                     | Nonnengasse 16/Schulstraße 1 LageFlur: 4, Flurstück: 403/1, 410, 414/1 |                                 | 1626                           |                            |
| weitere Bilder            | Geschäfts- und Lagerhaus                                      | Ohmstraße 18-22 LageFlur: 5, Flurstück: 503/7, 502/20                  |                                 | 1905                           |                            |
| weitere Bilder            | Wohn- und Geschäftshaus                                       | Peterstor 9 LageFlur: 5, Flurstück: 1295/564                           |                                 | 1904                           |                            |
| weitere Bilder            | Wohn- und Geschäftshaus                                       | Peterstor 10 LageFlur: 5, Flurstück: 704/1                             |                                 | 1904                           |                            |
| Rest der Stadtbefestigung | Rest der Stadtbefestigung                                     | Peterstor/Rabanusstraße LageFlur: 5, Flurstück: 732/16                 |                                 | Mittelalter                    | (Fulda)/ Peterstor (Fulda) |
| Bild gesucht BW           | Geschäftshaus                                                 | Pfandhausstraße 4 LageFlur: 4, Flurstück: 224                          |                                 | 1906                           |                            |
| weitere Bilder            | Fachwerkhaus                                                  | Pfandhausstraße 7 LageFlur: 4, Flurstück: 75/1                         |                                 | im Kern 16./17. Jahrhundert    |                            |
| weitere Bilder            | Fachwerkhaus                                                  | Pfandhausstraße 9 LageFlur: 4, Flurstück: 75/1                         |                                 | 17./18. Jahrhundert            |                            |
| Bild gesucht BW           | Wohn- und Geschäftshaus                                       | Pfandhausstraße 10 LageFlur: 4, Flurstück: 205                         |                                 | 1897                           |                            |
| weitere Bilder            | Haus Zum Roten Löwen                                          | Pfandhausstraße 11 LageFlur: 4, Flurstück: 74                          |                                 | 14. Jahrhundert                |                            |
| weitere Bilder            | Fachwerkhaus                                                  | Pfandhausstraße 14 LageFlur: 4, Flurstück: 209/2                       |                                 | 16., 17. Jahrhundert           |                            |
| weitere Bilder            | Palais                                                        | Pfandhausstraße 19 LageFlur: 4, Flurstück: 43/1                        |                                 | Mitte des 18. Jahrhunderts     |                            |
| Mauerzug aus Sandstein    | Mauerzug aus Sandstein                                        | Pfandhausstraße/Rittergasse LageFlur: 4, Flurstück: 42/1               |                                 |                                |                            |
| weitere Bilder            | Spillingsturm                                                 | Rabanusstraße LageFlur: 4, Flurstück: 854/399                          |                                 |                                |                            |
| weitere Bilder            | Früheres Reichsbankgebäude                                    | Rabanusstraße 12/12a LageFlur: 4, Flurstück: 423/7                     |                                 | 1901/02                        |                            |
| Bild gesucht BW           | Ehemaliger Jüdischer Friedhof                                 | Rabanusstraße/Sturmiusstraße LageFlur: 4, Flurstück: 448/4, 448/9      |                                 | 1685                           |                            |
| weitere Bilder            | Wohnhaus                                                      | Rittergasse 3 LageFlur: 4, Flurstück: 44/1                             |                                 | 1739                           |                            |
| weitere Bilder            | Wohnhaus                                                      | Rittergasse 4 LageFlur: 4, Flurstück: 38/1                             |                                 | 1707                           |                            |
| weitere Bilder            | Wohnhaus                                                      | Rittergasse 5 LageFlur: 4, Flurstück: 49/1                             |                                 | Mitte 18. Jahrhundert          |                            |
| weitere Bilder            | Fachwerkhaus                                                  | Rosengasse 2 LageFlur: 4, Flurstück: 66                                |                                 | Frühes 18. Jahrhundert         |                            |
| Bild gesucht BW           | Wohnhaus                                                      | Schulstraße 7 LageFlur: 4, Flurstück: 854/399                          |                                 | 1909/10                        |                            |
| weitere Bilder            | Katholische Kirche St. Maria und Severus                      | Severiberg 3 LageFlur: 4, Flurstück: 83/1                              |                                 | 1438–1445                      |                            |
| weitere Bilder            | Wohnhaus                                                      | Severiberg 4 LageFlur: 4, Flurstück: 69                                |                                 | 1548                           |                            |
| weitere Bilder            | Marienheim                                                    | Severiberg 5/7 LageFlur: 4, Flurstück: 86/1                            |                                 | 1548                           |                            |
| weitere Bilder            | Wohn- und Geschäftshaus                                       | Severiberg 6 LageFlur: 4, Flurstück: 68                                |                                 | 18. Jahrhundert                |                            |
| weitere Bilder            | Wohnhaus                                                      | Severiberg 8 LageFlur: 4, Flurstück: 67                                |                                 | um 1730                        |                            |
| weitere Bilder            | Wohn- und Geschäftshaus                                       | Steinweg 2a LageFlur: 4, Flurstück: 352/1                              |                                 |                                |                            |
| weitere Bilder            | Wohn- und Geschäftshaus                                       | Steinweg 2/4 LageFlur: 4, Flurstück: 980/350                           |                                 | 1905                           |                            |
| weitere Bilder            | Wohn- und Geschäftshaus                                       | Steinweg 26 LageFlur: 4, Flurstück: 980/350                            |                                 | 1905                           |                            |
| Bild gesucht BW           | Wohn- und Geschäftshaus                                       | Sturmiusstraße 2 LageFlur: 4, Flurstück: 444/5                         |                                 | 1904                           |                            |
| weitere Bilder            | Wohn- und Geschäftshaus                                       | Universitätsplatz 1 LageFlur: 4, Flurstück: 953/387, 954/390           |                                 | 1909                           |                            |
| Geschäftshaus             | Geschäftshaus                                                 | Universitätsplatz 3 LageFlur: 4, Flurstück: 1061/384                   |                                 | 1927                           |                            |
| weitere Bilder            | Ehemalige Universität                                         | Universitätsstraße 1/Rabanusstraße 28 LageFlur: 4, Flurstück: 496/3    |                                 | 1731–34                        |                            |
| weitere Bilder            | Vonderau-Museum                                               | Universitätsstraße 6 LageFlur: 4, Flurstück: 359                       |                                 | 13. Jahrhundert                |                            |
| weitere Bilder            | Ehemaliges Kanzlerpalais                                      | Unterm Heilig Kreuz 1 LageFlur: 4, Flurstück: 305/1                    |                                 | 18. Jahrhundert                |                            |
| weitere Bilder            | Mollenhauer-Haus                                              | Unterm Heilig Kreuz 7 LageFlur: 4, Flurstück: 195/2                    |                                 | um 1540                        |                            |
| weitere Bilder            | Früher Gebäude der fürstlichen Obereinnahme                   | Unterm Heilig Kreuz 8 LageFlur: 4, Flurstück: 355/2                    |                                 | 16. Jahrhundert                |                            |
| weitere Bilder            | Altes Rathaus                                                 | Unterm Heilig Kreuz 10 LageFlur: 4, Flurstück: 352/2                   |                                 | vor 1500                       |                            |
| weitere Bilder            | Wohnhaus                                                      | Unterm Heilig Kreuz 11 LageFlur: 4, Flurstück: 197/1                   |                                 | 18. Jahrhundert                |                            |
| weitere Bilder            | Katholische Kirche St. Blasius                                | Unterm Heilig Kreuz 12 LageFlur: 4, Flurstück: 301                     |                                 | 1771–1785                      |                            |
| Durchfahrt                | Durchfahrt                                                    | Unterm Heilig Kreuz 14 LageFlur: 4, Flurstück: 259                     |                                 |                                |                            |
| weitere Bilder            | Brunnenobelisk                                                | Unterm Heilig Kreuz LageFlur: 4, Flurstück: 302/3                      |                                 | 1669                           |                            |
| weitere Bilder            | Wiesenmühle                                                   | Wiesenmühlenstraße 13 LageFlur: 3, Flurstück: diverse                  |                                 | 1337                           |                            |